# Barna Bálint
Barna Bálint (1801 – Déva, 1874. május 2.) magyar színész.

## Életútja
Úgy tartják, hogy 1832. februárban lépett fel először, de az első dokumentált szereplése 1838-ban, Eperjesen történt. Az 1860-as évek közepétől erdélyi városokban (Szászvár, Vajdahunyad, Dés, Gyulafehérvár, Szamosújvár, Felsőbánya, Marosvásárhely, Déva) volt színigazgató. 1871-ben feloszlatta társulatát és Homokay Lászlóhoz csatlakozott. Jellemzően apaszerepeket játszott.

## Magánélete
Családjából felesége, Varga Katalin (?–1893), lánya Barna (Bakó) Mari és veje, Homokay (Kocsis) László szintén színészek voltak.
Visszaemlékezései színészi pályájára Színházi emlény : élte 50, színi pályája 25 éves emlékeül ... ajánlja Barna Bálint színész (Szatmár: Kovács Ny. 1864) címen jelentek meg.

## Működési adatai
1838-1839: Demjén Károly; 1851-1852: Pósa Mihály; 1860-1863: Lángh Boldizsár. Igazgatóként: Szászvár, Vajdahunyad, Dés, Gyulafehérvár, Szamosújvár, Felsőbánya, Marosvásárhely; 1872-1873: Békéscsaba; 1874: Déva.